# La Roque-sur-Cèze
 La Roque-sur-Cèze  es una población y comuna francesa, situada en la región de Languedoc-Rosellón, departamento de Gard, en el distrito de Nimes y cantón de Bagnols-sur-Cèze.
Desde 2007 está incluido en la lista de les plus beaux villages de France.

## Demografía
| 132 | 122 | 104 | 133 | 153 | 194 |
| Para los censos de 1962 a 1999 la población legal corresponde a la población sin duplicidades (Fuente: INSEE [Consultar]) |     |     |     |     |     |